# Берот
Беро́т (фр. Béraut) — коммуна во Франции, находится в регионе Юг — Пиренеи. Департамент — Жер. Входит в состав кантона Кондом. Округ коммуны — Кондом.
Код INSEE коммуны — 32044.

## География

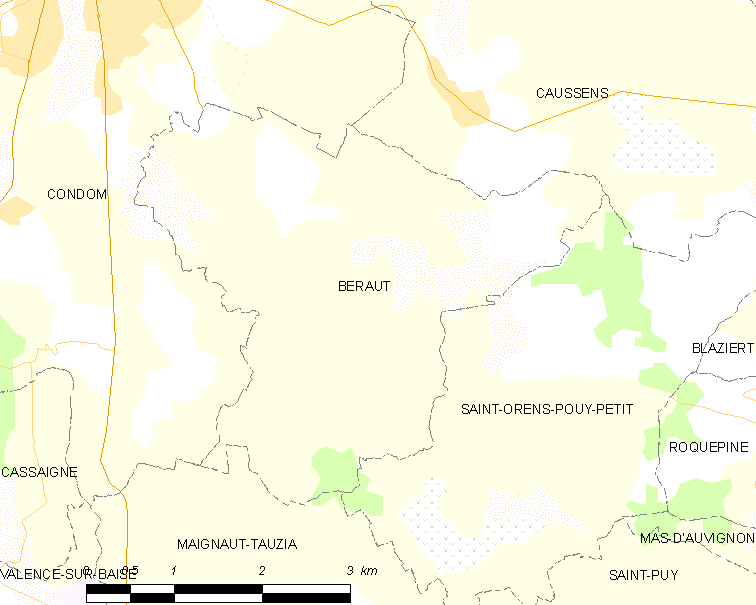
Карта коммуны

Коммуна расположена приблизительно в 570 км к югу от Парижа, в 95 км западнее Тулузы, в 34 км к северо-западу от Оша.

## Климат
Климат умеренно-океанический. Лето жаркое и немного дождливое, температура часто превышает 35 °С. Зимой часто бывает отрицательная температура и ночные заморозки. Годовое количество осадков — 700—900 мм.

## Население
Население коммуны на 2010 год составляло 340 человек.
| 1962 | 1968 | 1975 | 1982 | 1990 | 1999 | 2010 |
| ---- | ---- | ---- | ---- | ---- | ---- | ---- |
| 316  | 302  | 261  | 303  | 306  | 319  | 340  |

## Администрация
| Период | Период | Фамилия      | Партия        | Примечания |
| ------ | ------ | ------------ | ------------- | ---------- |
| 2001   | 2008   | Анри Барт    | Разные правые |            |
| 2008   | 2020   | Филипп Дюфур |               |            |

## Экономика
В 2010 году среди 215 человек трудоспособного возраста (15-64 лет) 166 были экономически активными, 49 — неактивными (показатель активности — 77,2 %, в 1999 году было 73,5 %). Из 166 активных жителей работали 161 человек (92 мужчины и 69 женщин), безработных было 5 (4 мужчины и 1 женщина). Среди 49 неактивных 22 человека были учениками или студентами, 18 — пенсионерами, 9 были неактивными по другим причинам.

## Достопримечательности
- Замок Лассер (XIV век). Исторический памятник с 1927 года[4]